# Nemoria xaliria
Nemoria xaliria är en fjärilsart som beskrevs av Paul Dognin 1898. Nemoria xaliria ingår i släktet Nemoria och familjen mätare. Inga underarter finns listade i Catalogue of Life.